# 올텐-아라우 철도 노선
올텐-아라우 철도 노선(Olten–Aarau railway line)은 스위스 북부의 철도 노선이다. 올텐에서 아레강을 따라 아라우까지 이어진다.

## 노선
노선은 올텐역에서 북쪽으로 달린 다음 남동쪽으로 넓은 호를 그리며 둘리켄 방향으로 방향을 꺾는다. 다음으로, 노선은 주로 아레강을 따라 북동쪽으로 이어진다. 이 노선은 아라우 도시 터널을 통해 아라우 마을의 일부 아래를 통과하며 바로 뒤에 아라우역이 있다. 도시 터널을 제외하고는 주요 공학적 구조가 없다.
올텐 북쪽에는 바젤(하우엔슈타인 정상 터널과 하우엔슈타인 베이스 터널)로 가는 두 개의 노선이 있다. 아라우 행 노선은 연결 곡선을 통해 기본 터널 노선에서 직접 도달할 수도 있다.
이전 우편 물류 센터와 현재 "화물 서비스 센터"로 개인적으로 운영되는 이전 SBB 화물 창고의 광범위한 트랙 레이아웃은 둘리켄과 데니켄 사이 선의 남쪽에 있다.

## 역사
19세기에 아직 젊은 연방 국가는 철도 조직을 주에 맡겼고, 이에 따라 철도 건설 및 운영을 민간 회사에 허가했다. 취리히와 아라우의 주는 뵈츠 베르크 고개 (아르가우 선호)나 발트후트를 경유하여 취리히와 바젤 사이의 연결을 원했고, 노선 강 독일 쪽(취리히 선호)으로 계속 이어지기를 원했지만, 바젤은 바젤, 취리히, 루체른, 베른, 빌/비엔까지 노선이 운행되는 올텐. 이것은 또한 영국의 저명한 철도 엔지니어인 로버트 스티펜선과 헨리 스윈번이 1850년에 작성한 보고서의 권장 사항이기도 하다.
스위스 북부 철도가 완공된 후 재정적 문제가 있었기 때문에 취리히 우선권은 (적어도 당분간) 수행되지 않았다. 아르가우 우선권(뵈츠베르크선)은 바젤-란트 주의 건설에 대한 라이센스를 발급하지 않았기 때문에 실패했다.
바젤에서는 기본적인 철도망을 구축하기 위해 스위스 중앙 철도가 설립되었다. 중앙 철도는 특히 졸로투른과 아라우주의 경계에 있는 올텐에서 뵈슈나우까지의 노선 건설 및 운영에 대한 면허를 받았지만 뵈슈나우에서 아라우 자체까지의 나머지 짧은 구간에 대한 면허는 받지 못했다. 이것은 취리히까지 동쪽 방향으로 확장되었을 뿐만 아니라 취리히-바덴 노선을 운행하는 스위스 북부 철도에 수여되었다.
따라서 올텐에서 출발하는 노선은 중앙 철도로 아라우 성문까지 건설되었다. 이것은 1856년 6월 9일에 운영되었다. 그러나 스위스 북동부 철도가 바덴에서 노선을 완성하지 않았기 때문에 처음에는 샤헨 아라우에 임시역을 건설했다. 북동부 철도가 1858년 6월에 아라우 시 터널을 완성하면(그 동안 바덴에서 출발하는 노선도 아라우에 도달했음) 올텐-아라우-취리히 노선에서 지속적인 운영이 가능했다.
몇 년 후, 1872년 7월 16일 올텐-취리히 노선의 복제가 완료되었다. 일반적인 스위스 연방 철도(SBB) 15kV 16 2/3Hz 시스템을 사용한 전철화가 1925년 1월 21일에 완료되었다. 대형 사철회사들이 SBB를 결성하여 중앙철도가 노선의 운영을 책임졌다.
1990년대에는 아라우 역의 선로 배치 가 완전히 재건되었다. 특히 서쪽 진입로를 4선로로 재건하고 제2도시터널을 건설했다. 그러나 데니켄까지 노선의 연속은 여전히 복선이다. 이것은 동서 트래픽의 주요 병목 현상이다. 쇠넨베르트를 통한 4개의 트랙 확장은 조밀한 개발로 인해 가능한 것으로 간주되지 않다. 2015년에 쇠넨베르트를 우회하기 위한 에펜베르크 터널 건설 작업이 시작되었다. 시운전은 2020년 말 예정이다.